# Wulfhilda Saská
Wulfhilda (1072 – 29. prosince 1126) byla saská princezna a provdaná bavorská vévodkyně v letech 1120 až 1126. Pocházela z dynastie Billungů, byla nejstarší dcerou saského vévody Magnuse a jeho manželky Žofie Uherské, dcery uherského krále Bély I.

## Manželství a potomci
Byla provdána za bavorského vévodu Jindřicha IX. Černého z rodu Welfů. Jelikož vévoda Magnus neměl mužského dědice, díky sňatku získali Welfové část billunžských statků. V manželství se narodily tyto děti:
- Jindřich X. († 1139), bavorský a saský vévoda
- Konrád († 1126/54), cisterciácký mnich a svatý
- Žofie († 1145), provdaná zähringenská vévodkyně a štýrská markraběnka
- Judita († 1130/31), provdaná švábská vévodkyně
- Matylda († 1138), provdaná sulzbašská hraběnka
- Welf VI. († 1191), spoletský vévoda a toskánský markrabě
- Wulfhilda, provdaná bregenzská hraběnka